# Place Saint-Tugal
La place Saint-Tugal, anciennement « place des Arts », est une place de Laval. 

## Situation et accès
Elle se trouve dans le centre-ville, au milieu du Vieux Laval médiéval. 

## Origine du nom
Elle porte le nom de Tugdual de Tréguier, saint breton du Ve siècle dont les reliques auraient été conservées à Laval.

## Historique
La place Saint-Tugal servait à l'origine de parvis à la collégiale Saint-Tugal. Cette église, d'abord appelée « Notre-Dame du Bourg-Chevrel », est vraisemblablement fondée au XIIe siècle. En 1208, Guy VI de Laval y transfère le chapitre de la chapelle du château, puis les reliques de Saint-Tugdual y sont apportées. Ces restes, dont l'arrivée à Laval est obscure, sont dans la ville depuis une date indéterminée. Une nouvelle église remplace l'édifice primitif au XVe siècle, mais les travaux ne sont jamais terminés. Pendant la Révolution, les biens du clergé sont saisis et la collégiale est presque entièrement détruite vers 1797.
La place primitive, qui n'occupe que la moitié occidentale de la place actuelle, est largement agrandie lors de l'extension de l'école Sainte-Marie en 1881. Un ancien hôtel particulier et plusieurs maisons attenantes sont alors détruites, entraînant la disparition de la rue du Pilier-Vert, qui reliait la place Saint-Tugal à celle de la Trémoille. Depuis, les deux places communiquent directement. L'école, devenue maison des associations, disparaît à son tour en 2003 lors de la construction du nouveau palais de justice.

## Bâtiments remarquables et lieux de mémoire
- Vestiges de la collégiale Saint-Tugal.
- Plusieurs maisons à pans de bois du XVe et du XVIe siècle.
- Fontaine Saint-Tugal, du XVIIe siècle.
- Palais de justice de Laval, construit dans les années 2000.